# Bob Fullam
Pour les articles homonymes, voir Fullam.
Robert  « Bob » Fullam, né à Ringsend, un quartier de Dublin, le 17 septembre 1895 et mort à Slough le 21 juillet 1971, est un footballeur irlandais. Il est des plus connus parmi les footballeurs du Championnat d'Irlande de football des années 1920. Fullam jouait au poste d’attaquant (sans poste fixe sur la ligne d’attaque) et avait la réputation de jouer dur.
Fullam a été docker sur le port de Dublin. Il commence à jouer au football pour le club dublinois de Shelbourne FC avec lequel il gagne la Coupe d'Irlande de football en 1920. Il est ensuite transféré aux Shamrock Rovers et joue en 1922 avec son nouveau club la toute première finale de la coupe d'Irlande indépendante (alors dénommée Free State Cup). Dans ce match, ses démêlés avec Charlie Dowdall du Saint James's Gate FC ont participé à provoquer les troubles qui ont eu lieu après le coup de sifflet finale entre joueurs et supporters. Il en ressortira avec plusieurs matchs de suspension, l’excluant du début de la saison suivante. Néanmoins cela ne l’empêche pas de terminer meilleur du championnat avec 27 buts en 22 matchs et de propulser les Shamrock Rovers vers le premier titre de champion de leur histoire.
Pour la saison 1923-1924, Fullam est transféré au club anglais de Leeds United. Il ne joue que sept matchs. Il retourne aux Shamrock Rovers et participe au gain du premier doublé Coupe d’Irlande-Championnat d’Irlande du club. L’expression « give it to Bob » (« donne la à Bob ») devient une expression courante à Dublin et rend hommage à ses talents de buteurs.
Fullam fait ses débuts en équipe de l'État Libre d'Irlande contre l’équipe nationale italienne à Turin en 1926. Il marque un but lors du match retour en Irlande en 1927. Ce seront ses deux seules et uniques sélections, car les entraineurs irlandais souhaitent alors donner la priorité à de jeunes joueurs et Fullam a déjà 30 ans.
En 1927-1928, il part aux États-Unis et avec d’autres joueurs irlandais fonde le club du Philadelphia Celtic. Il rentre ensuite en Irlande et termine sa carrière de joueur aux Shamrock Rovers. Il en devient ensuite l’entraîneur et reste au club jusqu’en 1945 date à laquelle il part pour Londres.

## Palmarès
Au total Bob Fullam a marqué 92 buts en championnat et 9 en coupe.
- Championnat d'Irlande de football : 4
  - Shamrock Rovers 1922/23, 1924/25, 1926/27, 1930/31
- Coupe d'Irlande de football : 3
  - Shamrock Rovers 1925, 1929, 1930, 1931
- League of Ireland Shield : 4
  - Shelbourne FC - 1919/20
  - Shamrock Rovers - 1924/25, 1926/27, 1931/32
- Leinster Senior Cup : 4
  - Shamrock Rovers - 1923, 1927, 1929, 1930

## Sources
- (en) Peter Byrne, Football Association of Ireland : 75 years, Dublin, Sportsworld, 1996 (ISBN 1-900110-06-7), p. 27–31
- The Hoops - Paul Doolan and Robert Goggins  (ISBN 0-7171-2121-6)